# Khnata Bennouna
 (juin 2022).
La mise en forme du texte ne suit pas les recommandations de Wikipédia : il faut le « wikifier ».
Les points d'amélioration suivants sont les cas les plus fréquents :
- Les titres sont pré-formatés par le logiciel. Ils ne sont ni en capitales, ni en gras.
- Le texte ne doit pas être écrit en capitales (les noms de famille non plus), ni en gras, ni en italique, ni en « petit »…
- Le gras n'est utilisé que pour surligner le titre de l'article dans l'introduction, une seule fois.
- L'italique est rarement utilisé : mots en langue étrangère, titres d'œuvres, noms de bateaux, etc.
- Les citations ne sont pas en italique mais en corps de texte normal. Elles sont entourées par des guillemets français : « et ».
- Les listes à puces sont à éviter, des paragraphes rédigés étant largement préférés. Les tableaux sont à réserver à la présentation de données structurées (résultats, etc.).
- Les appels de note de bas de page (petits chiffres en exposant, introduits par l'outil «  Source ») sont à placer entre la fin de phrase et le point final[comme ça].
- Les liens internes (vers d'autres articles de Wikipédia) sont à choisir avec parcimonie. Créez des liens vers des articles approfondissant le sujet. Les termes génériques sans rapport avec le sujet sont à éviter, ainsi que les répétitions de liens vers un même terme.
- Les liens externes sont à placer uniquement dans une section « Liens externes », à la fin de l'article. Ces liens sont à choisir avec parcimonie suivant les règles définies. Si un lien sert de source à l'article, son insertion dans le texte est à faire par les notes de bas de page.
- La présentation des références doit suivre les conventions bibliographiques. Il est recommandé d'utiliser les modèles {{Ouvrage}}, {{Chapitre}}, {{Article}}, {{Lien web}} et/ou {{Bibliographie}}. Le mode d'édition visuel peut mettre en forme automatiquement les références.
- Insérer une infobox (cadre d'informations à droite) n'est pas obligatoire pour parachever la mise en page.

Pour une aide détaillée, merci de consulter Aide:Wikification.
Si vous pensez que ces points ont été résolus, vous pouvez retirer ce bandeau et améliorer la mise en forme d'un autre article.
Khnata Bennouna (en arabe : خناثة بنونة) est une journaliste et auteure marocaine née à Fès en 1940, première femme marocaine à obtenir sa carte de journaliste.

## Biographie
Chorouk, le premier magazine féminin marocain, est fondé en 1962 par Khnata Bennouna qui en est la rédactrice.
Elle est directrice du lycée de filles quartier Oullada, à Casablanca, à partir de 1968. Cette école comptera jusqu'à 2 500 élèves. 
A la retraite depuis plusieurs années, Khnata Bennouna continue à écrire sur différents sujets d'actualité, et se consacre à la rédaction de ses mémoires. Ses écrits portent notamment sur Allal El Fassi, l'un des artisans de l'indépendance du Maroc, co-signataire du manifeste et cofondateur du parti de l'Istiqla'l, au côté de Abdelkhalek Torres, et l'Haj Abdeslam Bennouna.

## Distinctions
- Le 30 juillet 2015, lors d'une cérémonie au palais royal de Rabat à l'occasion du 16e anniversaire de l'accession du souverain au trône, le roi Mohammed VI a décoré l'écrivaine et poétesse Khnata Bennouna du wissam al moukafaa al wathania de 2e classe (commandeur)[2].
- Elle se voit décerner le prix littéraire « Al Qods » en juin 2013[3],[4].
- Avec la publication de son roman Annar wal ‘Ikhtiyar (l’Incendie et le Choix), en 1969, elle a remporté le Prix littéraire au Maroc en 1971.[réf. nécessaire]

## Publications
- Annar wa Al-’Ikhtiyar (Incendie et Choix), 1969.
- Assawt wa Assurah (Son et Image), 1975, éditions Magrébines.
- Al-A’asifah (La Tempête), 1979.
- Al-Ghad wa Al-Ghadab (Demain et la Colère), 1981.
- Assamt Annatiq (Silence parlant), 1987.
- Dikrat al Ghalam (Souvenir de plume), réédition 2008.